# Château de Puilaurens
Le château de Puilaurens (en occitan : Castèl de Puèglhaurenç) est un ancien château fort dit « cathare », aujourd'hui en ruine, dont les vestiges se dressent sur la commune française de Puilaurens dans le département de l'Aude, en région Occitanie.
Les ruines du château font l’objet d’un classement au titre des monuments historiques par arrêté du 12 août 1902. L'ensemble des vestiges du château de Puilaurens, à savoir les chicanes d'accès, la barbacane et les postes de tir et tous les éléments de l'enceinte ont été inscrits par arrêté du 27 décembre 2023. Un nouvel arrêté de classement du 6 novembre 2024 se substitue à l'arrêté d'inscription de 2023.

## Localisation
Le château est perché sur un éperon rocheux dominant la vallée de la Boulzane à 697 mètres d'altitude et à 1 kilomètre au sud-ouest du bourg de Lapradelle, dans le département français de l'Aude. Il verrouillait les portes du Fenouillèdes et faisait partie des cinq fils de la Cité de Carcassonne.

## Historique

### Les origines
Le château se situe sur le Mont Ardu. Ce nom apparait pour la première fois en 958 dans une charte où Lothaire confirme la donation de Sunifred II de Cerdagne, seigneur du Fenouillèdes, à l'abbaye Saint-Michel de Cuxa de la prévôté de Puilaurens qui est composée de la vallée de la Boulzane ou vallée Sainte-Croix. Le document mentionne aussi la présence d'une église Saint-Laurent servant de refuge fortifié et perché d'époque carolingienne.
Le premier châtelain connu de Puilaurens est Pierre Catala qui figure comme témoin dans les actes de Guillaume de Peyrepertuse en 1217. En 1229, Guillaume de Peyrepertuse commande le château de Puilaurens et, en 1242, il est tenu par Roger Catala, fils de Pierre.
Le 3 février 1534 (vieux style) Jehan Baile, capitaine de Puylaurens, donne quittance au trésorier de Carcassonne pour 48 livres tournois, partie de ses gages annuels. (Cf quittance en parchemin)
Outre le château, un village est édifié tout autour, ce qui fait de Puilaurens un castrum.

### La présence cathare
Elle est connue seulement pour le rôle de refuge du château durant la croisade contre les Albigeois. En 1242, le diacre cathare du Fenouillèdes, Pierre Paraire y séjourne. Plusieurs parfaits et parfaites y seront hébergés de 1245 à 1246. Une certaine Saurine Rigaud, habitante de Fanjeaux et croyante cathare a trouvé refuge à Puilaurens en 1240 où elle a rencontré douze religieux dont huit femmes.

### L'annexion du château
Au milieu du XIIIe siècle, le château entre dans le domaine royal, le traité de Corbeil de 1258 faisant du château une des forteresses à la frontière du royaume face à l'Aragon. Par une lettre d'août 1255, Louis IX ordonne au sénéchal de Carcassonne de fortifier le château pour défendre le Languedoc contre les incursions aragonaises. Ce sont ces travaux qui inaugurent l'aspect du château tel qu'on le connait aujourd'hui.
Il fait alors partie des « Cinq fils de Carcassonne » avec les châteaux de Quéribus, Peyrepertuse, Termes et Aguilar, tous situés en haut de pitons rocheux « imprenables ».
Après la première campagne de travaux sous Louis IX, il est occupé en 1260 par la plus importante garnison de toute la frontière, sous les ordres d'un châtelain, Odon de Monteuil, avec un chapelain et 25 sergents d'armes. En 1263, sont livrés « dix porcs salés, deux boisseaux de blé, six setiers de bonne farine », ainsi que « des arbalètes à deux pieds, quatre en corne et deux en bois, 4 100 carreaux d'arbalète, dix-huit boucliers, cinq casques ».
Des travaux de consolidation et de fortification se poursuivent sous l'impulsion de Philippe le Hardi de 1270 à 1285.
Le château résiste alors à plusieurs attaques aragonaises et reste comme la forteresse la plus méridionale de France. Il résiste à deux sièges mais il est pris en 1636 par défaut, la moitié de la garnison est à Port Leucate et 800 aragonais venus de Prades réussissent à s'en emparer.

### L'abandon du château
Comme les autres fils de Carcassonne, le château de Puilaurens est progressivement abandonné à partir du traité des Pyrénées ratifié en 1659 qui fixe la frontière franco-espagnole au niveau des crêtes pyrénéennes. Une faible garnison occupe quelque temps la citadelle. Puis, mal défendu et peu entretenu dès la fin du XVIIe siècle, il est définitivement abandonné à la Révolution.

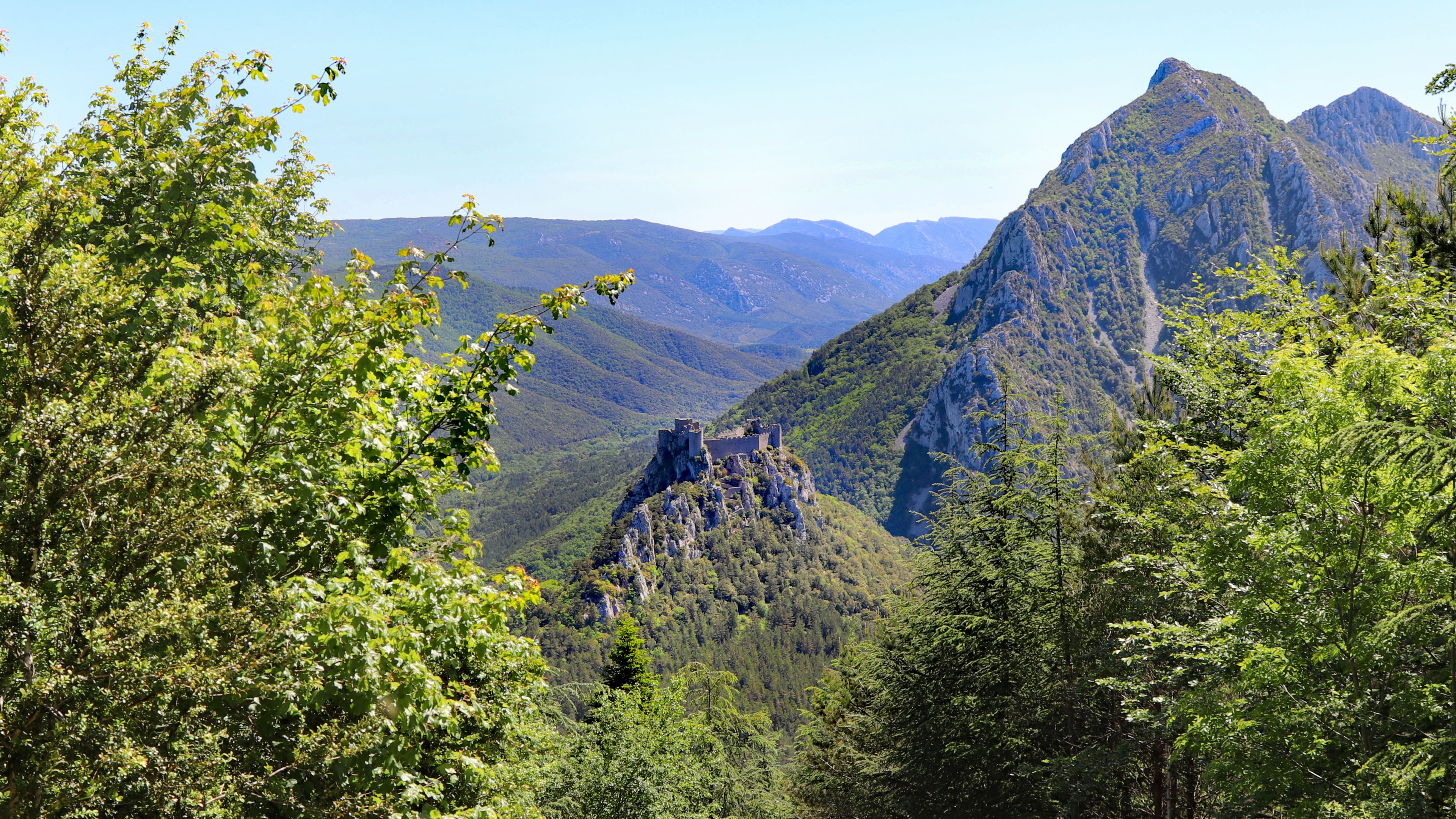
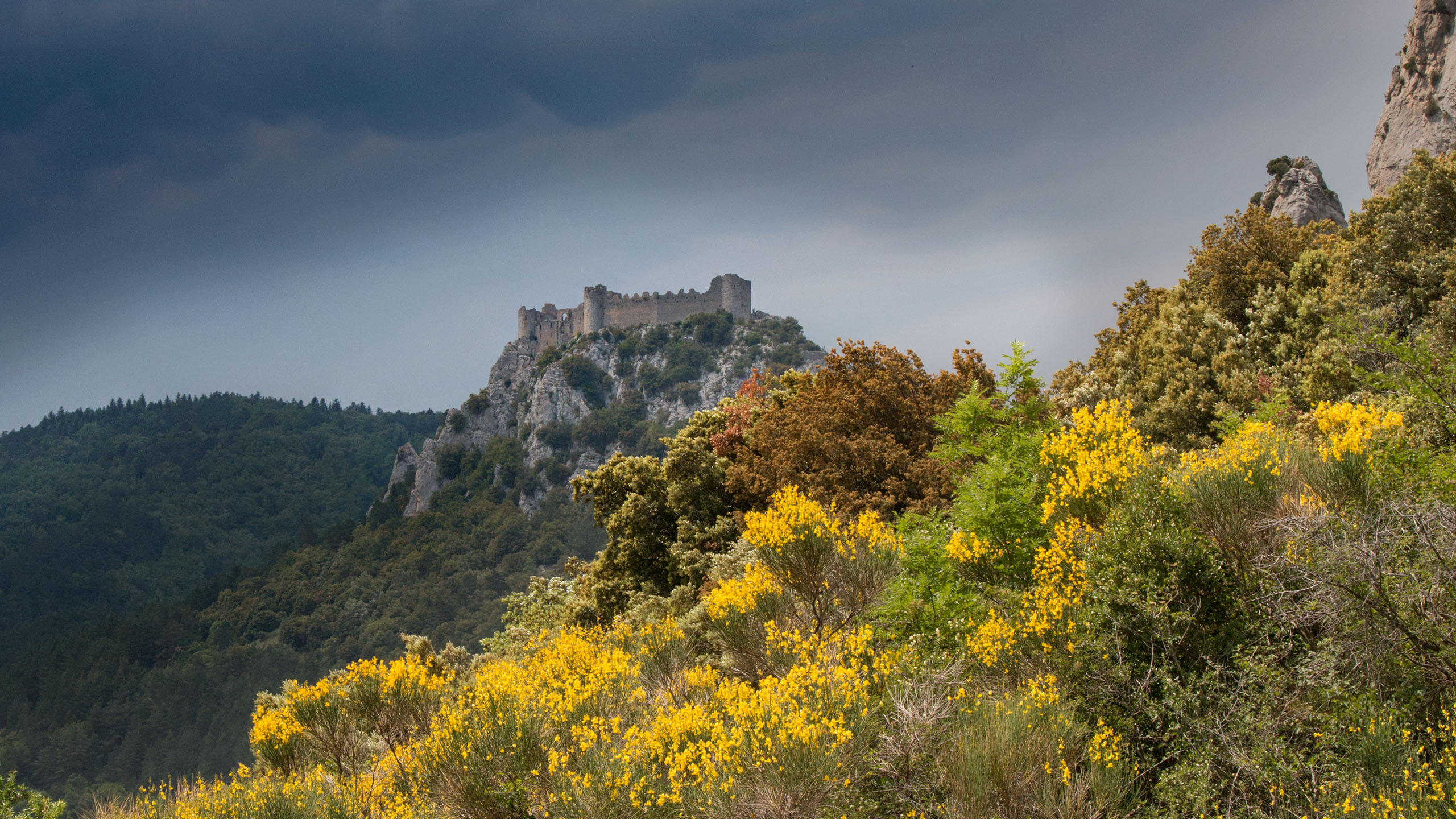
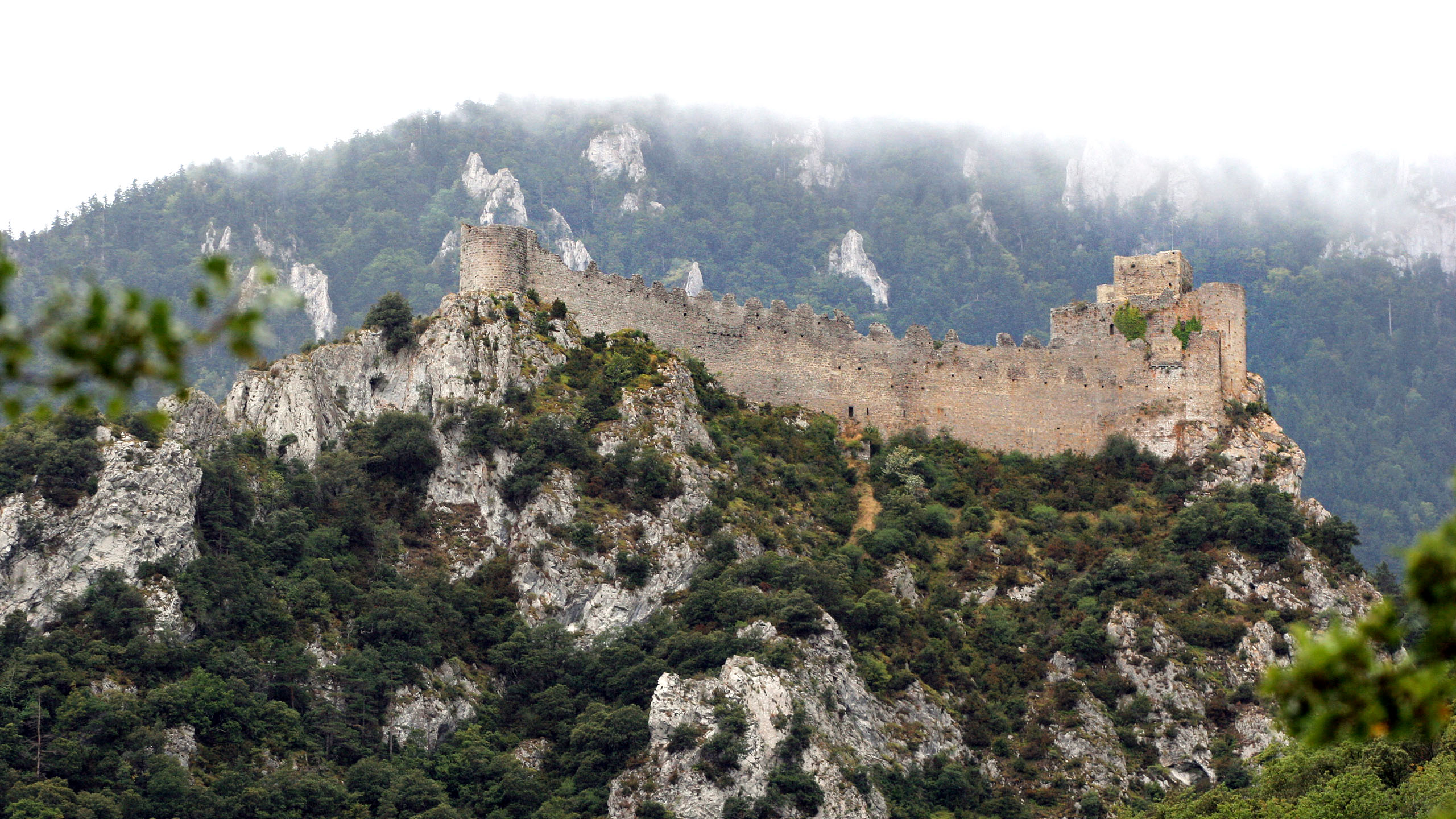
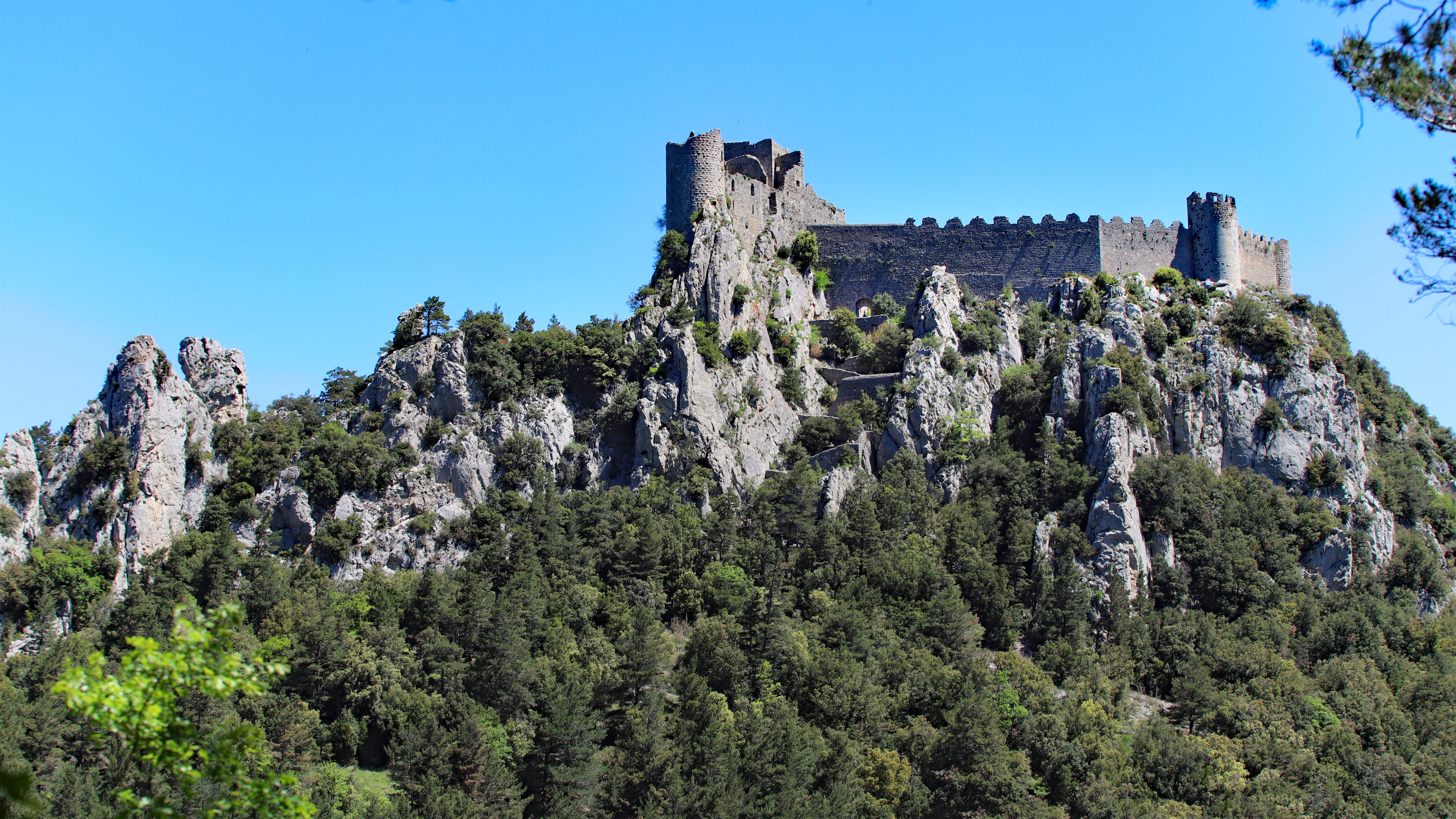

## Description
Le château de Puilaurens est composé d'une basse-cour et d'une haute-cour, plan hérité du château primitif. Son enceinte fortifiée épouse le contour du socle rocheux sur lequel il est bâti.
Le château de Puilaurens est l'archétype de la citadelle médiévale militaire de montagne. Le site présente tous les systèmes de défense inventés entre les XIIIe et XVIIe siècles, au fur et à mesure que l'armement évolue, des arcs et arbalètes aux mousquets et canons en passant par les catapultes et les trébuchets.
L'accès s'effectue au sud-ouest par une rampe en chicanes aménagée dans la faille du rocher et bordée de neuf murs par la suite. Une place d'armes, entourée de murs percés d'embrasures également pour les armes à feu et formant une barbacane en protège le flanc méridional.
Le château proprement dit se compose essentiellement de deux enceintes accolées. La première s'organise autour d'une cour, la seconde est un réduit fortifié dominant la première enceinte.
La porte d'entrée débouche sur une courette, qui elle-même ouvre sur la cour dont le tracé irrégulier épouse les contours du rocher. Cette cour principale mesure 60 × 25 mètres. Elle est fermée par des courtines hautes de 8 à 10 mètres, unissant deux tours semi-circulaires ouvertes à la gorge. Elle a conservé l'essentiel de son crénelage. Sur le front nord, un accès partiellement enterré dessert une citerne et une salle défendue par deux archères. Une poterne (nord) surplombe les vestiges d'une citerne extérieure. Au pied de la tour est, une porte permet d'accéder à un point de vue en-dehors de la forteresse. Il domine les villages de Puilaurens et Lapradelle avec son viaduc. Au loin, on peut apercevoir le Pic de Bugarach.
Une passerelle permet aujourd'hui l'accès à la seconde enceinte. La porte de cette enceinte est identique en proportion à celle de la première enceinte. En face un couloir entre rocher et courtine mène à la tour nord, ouverte à la gorge. Sur un côté s'ouvre un étroit boyau dans le rocher accédant à des galeries. Elles ont pu servir de conserveries. En empruntant des escaliers mis au jour lors de travaux, on arrive à une tour de plan quadrangulaire (maison-tour). Munie d'une cheminée et d'un placard, cette tour habitable semble ne pas remonter au-delà du XVIe siècle.
Vers l'ouest des courtines soigneusement appareillées dominent les chicanes d'accès. Elles aboutissent à une tour circulaire à bossage dont la pièce au niveau du sol conserve une voûte d'ogives et un conduit porte-voix ; on l'appelle la Tour de la « Dame Blanche ». Cette dame blanche ne serait autre que Blanche de Bourbon, petite nièce de Philippe le Bel qui avant de partir en Espagne pour épouser Pierre le Cruel aurait séjourné au château de Puilaurens.
Dans cette enceinte haute, des latrines et une citerne sont visibles. L'observation des différentes élévations composant cette deuxième enceinte semble indiquer une construction hétérogène. Les tours ouest et nord, leurs courtines adjacentes, la porte sont effectivement de la période médiévale. Le reste de la construction est d'une époque plus récente.
Il est aujourd'hui propriété de la commune. Il se visite de fin mars à mi-novembre. Des visites guidées sont possibles sur cette période.
Il fait l'objet actuellement dans le cadre d'une candidature d'un bien en série, d'une réflexion pour postuler au Patrimoine Mondial de l’Unesco pour valoriser l'architecture militaire royale de défense adaptant le modèle philippien aux sites de montagne destinée à contrôler la frontière franco-aragonaise. Ce bien en série est inscrit sur la liste indicative de l’État français.

## Travaux de restauration
Une première campagne de restauration s'est déroulé dans les années 1950 permettant ainsi de combler notamment deux brèches ouvertes au dessus de la porte d'entrée de la première enceinte.
Une campagne de restauration a été menée entre 1993 et 1996 afin d’améliorer l’accueil du public.
En 2019, un diagnostic patrimonial complet de l’édifice a été réalisé avec des relevés photographiques, relevés 2D et 3D et remise au propre en plans, coupes et élévations. Ce diagnostic a permis de définir les divers degrés d’urgence rencontrés, tant sur le plan de la sauvegarde de l’édifice que sur celui de la sécurité des visiteurs.
À la suite du diagnostic, un appel d’offres a été lancé et la première tranche des travaux ont pu débuter en avril 2021. La première partie des travaux a pour objectif la mise en sécurité du public au niveau de la poterne nord avec réfection du mur est de la citerne, sécurisation de l'entrée de la citerne, dévégétalisation de la poterne nord. Les travaux ont permis également de restaurer la tour sud dans son intégralité avec dévégétalisation de l'intérieur de la tour, remise en état des linteaux, jambage du créneau à mantelet du haut de la tour et rejointement des murs.

Plan du château.
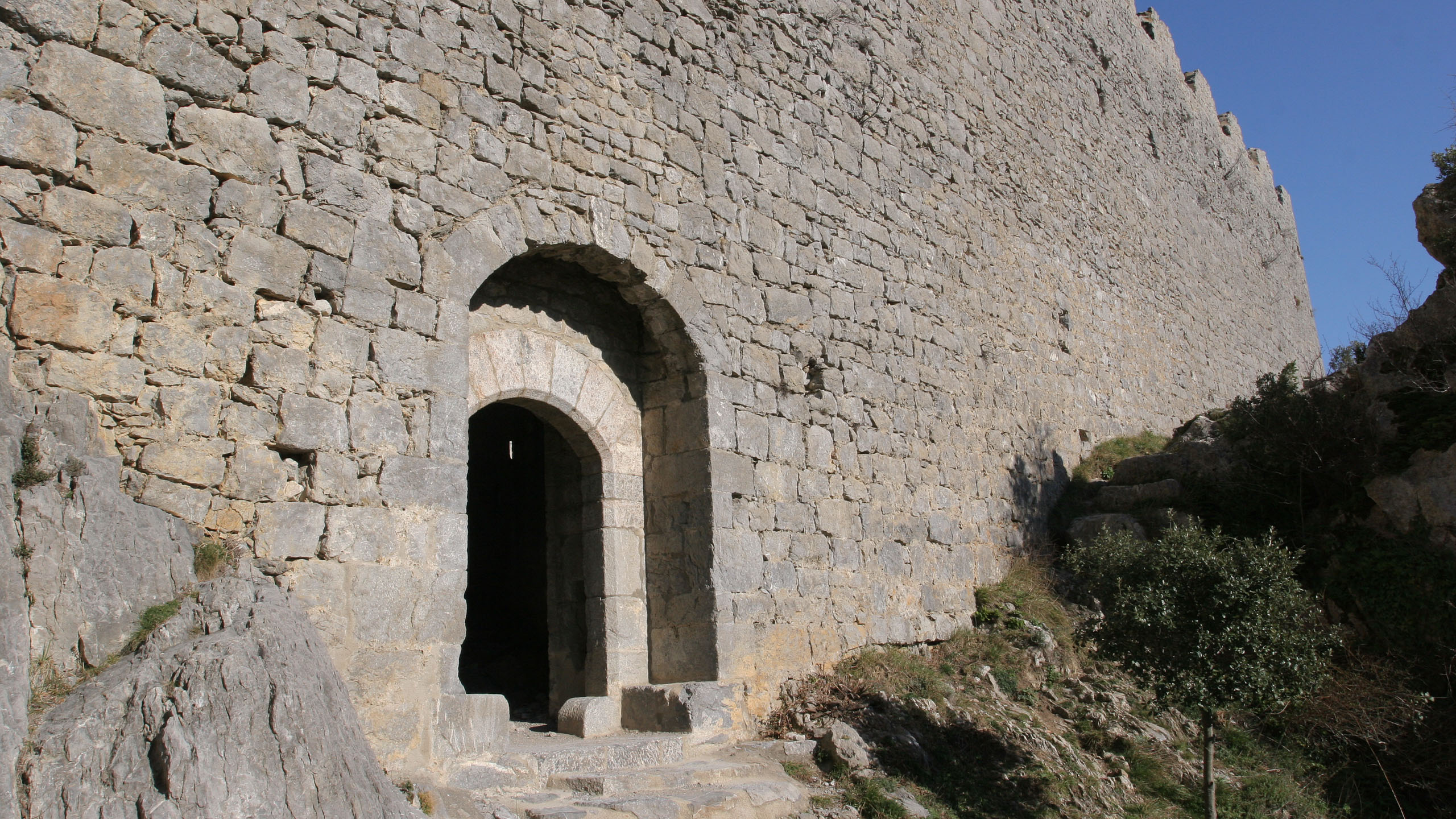
La poterne d'entrée façade sud.
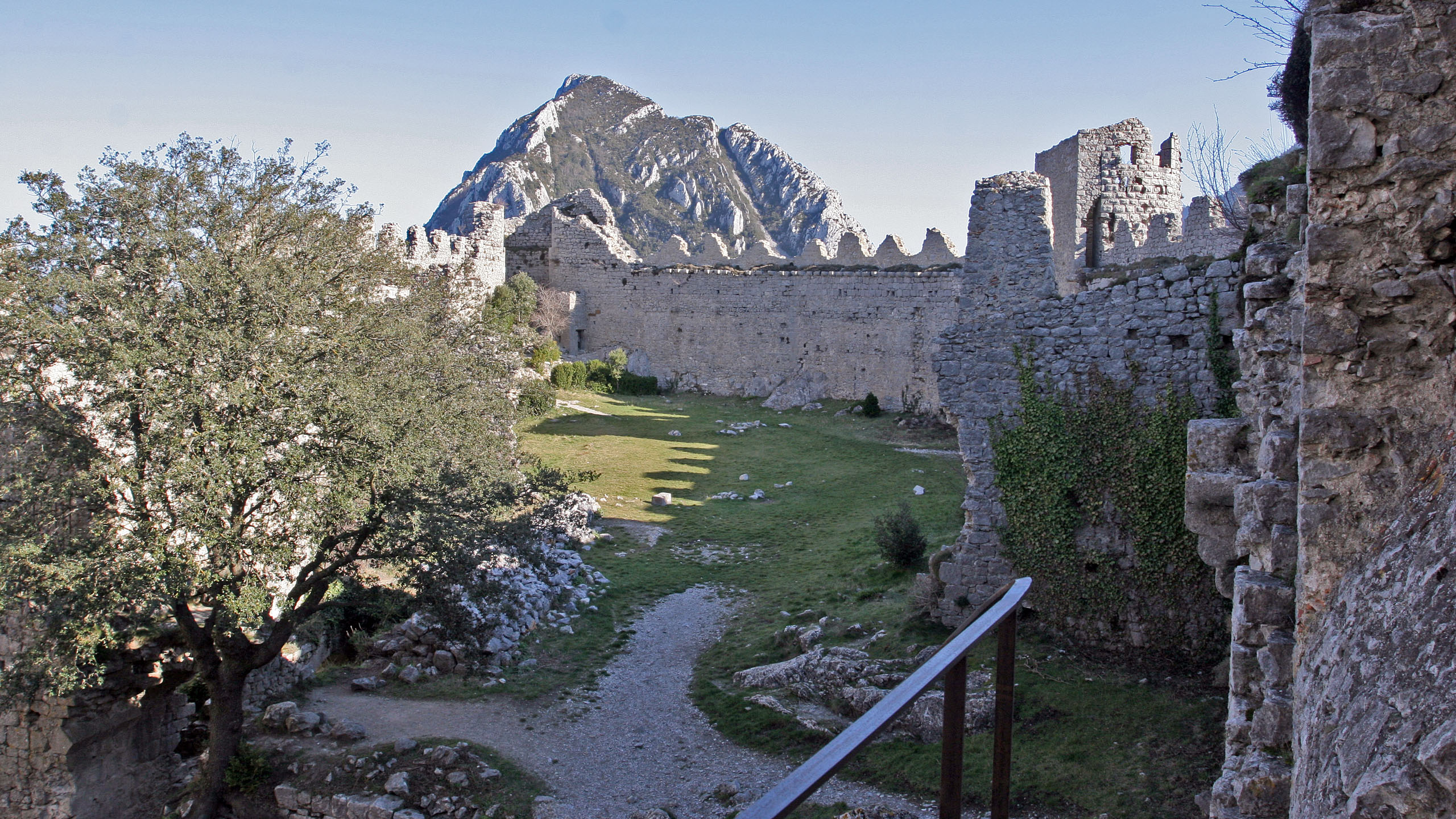
Cour intérieure est.
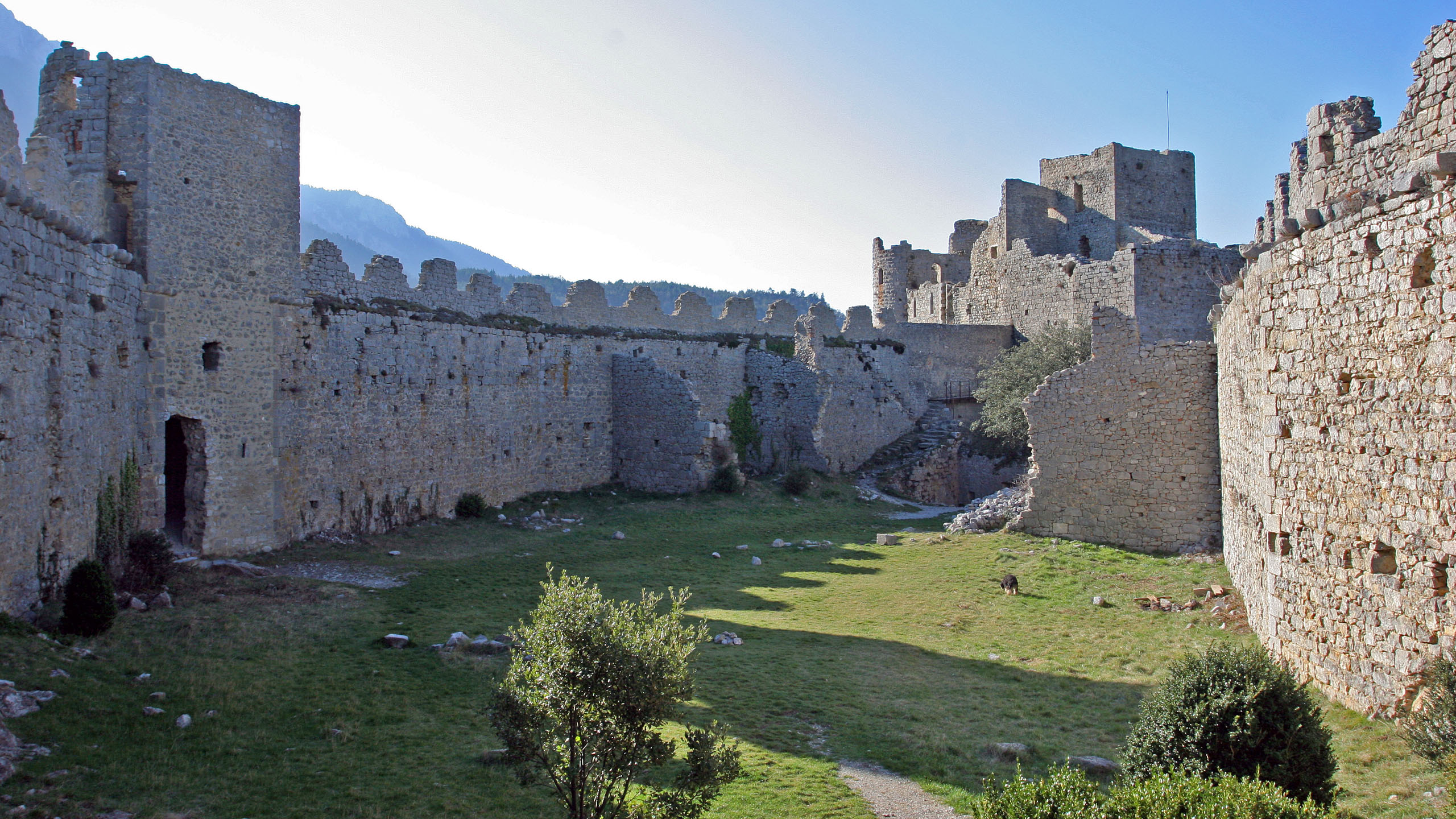
Cour intérieure ouest.

| Lastours Cité de Carcassonne Puilaurens Montségur Puivert Arques Termes Villerouge- Termenès Peyrepertuse Quéribus Aguilar Toulouse Carcassonne Foix Minerve Narbonne vers Montpellier vers Perpignan Méditerranée |